# Velvyslanectví České republiky v Bratislavě
Velvyslanectví České republiky v Bratislavě je nejvyšším diplomatickým zastoupením České republiky na Slovensku. Nachází se na Hviezdoslavově náměstí č. 8 na Starém Městě v centru Bratislavy. Od ledna 2023 vykonává funkci ambasadora Rudolf Jindrák.

## Historie
Po rozdělení Československa na Českou a Slovenskou republiku roku 1993 byla na Slovensku umístěna česká diplomatická mise, tj. velvyslanectví v Bratislavě a generální konzulát v Košicích. Úřad je důležitým nástrojem úzkého politického spojení obou zemí, rovněž se zapojuje do organizace a příprav státních návštěv českých politiků na Slovensku, přičemž mj. u českých prezidentů je udržována tradice, v rámci které je cílem jejich první zahraniční cesty v úřadu právě Slovensko.
V Bratislavě rovněž od roku 1994 působí České centrum v Bratislavě.